# Liste du patrimoine culturel immatériel de l'humanité au Tadjikistan
Cet article recense les pratiques inscrites au patrimoine culturel immatériel au Tadjikistan.

## Statistiques
Le Tadjikistan ratifie la convention pour la sauvegarde du patrimoine culturel immatériel le 17 août 2010. La première pratique protégée est inscrite en 2008.
En 2024, le Tadjikistan compte 12 éléments inscrits au patrimoine culturel immatériel, tous sur la liste représentative.

## Listes

### Liste représentative
Les éléments suivants sont inscrits sur la liste représentative du patrimoine culturel immatériel de l'humanité :
| Élément | Type | Subdivision | Année | Lien  | Notes | Illus. |
| --- | --- | ----------- | ----- | ----- | --- | ------ |
| La musique Shashmaqom | arts du spectacle                                                                                         |             | 2008  | 00089 | Partagé avec l'Ouzbékistan |        |
| L'Oshi Palav, plat traditionnel et ses contextes sociaux et culturels au Tadjikistan                                                    | pratiques sociales, rituels et événements festifs                                                         |             | 2016  | 01191 | |        |
| Nawrouz, Novruz, Nowrouz, Nowrouz, Nawrouz, Nauryz, Nooruz, Nowruz, Navruz, Nevruz, Nowruz, Navruz                                      | pratiques sociales, rituels et événements festifs                                                         |             | 2016  | 02097 | Partagé avec l'Afghanistan, l'Azerbaïdjan, l'Inde, l'Irak, l'Iran, le Kazakhstan, le Kirghizistan, l'Ouzbékistan, le Pakistan, le Turkménistan et la Turquie Étendu en 2024 à la Mongolie |        |
| Le chakan, art de la broderie en république du Tadjikistan                                                                              | savoir-faire liés à l’artisanat traditionnel                                                              |             | 2018  | 01191 | |        |
| Le falak (en) | arts du spectacle pratiques sociales, rituels et événements festifs traditions et expressions orales      |             | 2021  | 01725 | |        |
| La sériciculture et la production traditionnelle de soie pour tissage                                                                   | connaissances et pratiques concernant la nature et l'univers savoir-faire liés à l’artisanat traditionnel |             | 2022  | 01890 | Partagé avec l'Afghanistan, l'Azerbaïdjan, l'Iran, l'Ouzbékistan, le Turkménistan et la Turquie                                                                                           |        |
| La tradition du récit des anecdotes de Nasreddin Hodja / Molla Nesreddin / Molla Ependi / Apendi / Afendi Kozhanasyr / Nasriddin Afandi | traditions et expressions orales pratiques sociales, rituels et événements festifs                        |             | 2022  | 01705 | Partagé avec l'Azerbaïdjan, le Kazakhstan, le Kirghizistan, l'Ouzbékistan, le Turkménistan et la Turquie                                                                                  |        |
| L'art de l'enluminure : Təzhib/Tazhib/ Zarhalkori/Tezhip/ Naqqoshlik                                                                    | connaissances et pratiques concernant la nature et l'univers savoir-faire liés à l'artisanat traditionnel |             | 2023  | 01981 | Partagé avec l'Azerbaïdjan, l'Iran, l'Ouzbékistan et la Turquie |        |
| La célébration du Sadeh/Sada | pratiques sociales, rituels et événements festifs                                                         |             | 2023  | 01713 | Partagé avec l'Iran |        |
| Les connaissances et savoir-faire traditionnels liés à la fabrication des tissus atlas et adras (en)                                    | savoir-faire liés à l'artisanat traditionnel                                                              |             | 2023  | 01484 | |        |
| L'art de la fabrication et de la pratique du rubab/rabab                                                                                | arts du spectacle savoir-faire liés à l'artisanat traditionnel                                            |             | 2024  | 02143 | Partagé avec l'Afghanistan, l'Iran et l'Ouzbékistan |        |
| La cérémonie du mehregân (en) | pratiques sociales, rituels et événements festifs                                                         |             | 2024  | 02144 | Partagé avec l'Iran |        |

### Patrimoine immatériel nécessitant une sauvegarde urgente
Le Tadjikistan ne compte aucun élément listé sur la liste du patrimoine immatériel nécessitant une sauvegarde urgente.

### Registre des meilleures pratiques de sauvegarde
Le Tadjikistan ne compte aucune pratique listée au registre des meilleures pratiques de sauvegarde.